# Серники (Люблінське воєводство)
Серники (пол. Serniki) — село в Польщі, у гміні Серники Любартівського повіту Люблінського воєводства.
Населення — 460 осіб (2011).

## Демографія
Демографічна структура станом на 31 березня 2011 року:
|          | Загалом | Допрацездатний вік | Працездатний вік | Постпрацездатний вік |
| -------- | ------- | ------------------ | ---------------- | -------------------- |
| Чоловіки | 212     | 41                 | 158              | 13                   |
| Жінки    | 248     | 55                 | 147              | 46                   |
| Разом    | 460     | 96                 | 305              | 59                   |